# جیمز اندرسون (تنیس‌باز)
جیمز اندرسون (انگلیسی: James Anderson؛ زاده ۱۷ سپتامبر ۱۸۹۵ درگذشته ۲۲ دسامبر ۱۹۷۳) یک تنیس‌باز اهل استرالیا بود.